# مقاطعة وودروف (أركنساس)
مقاطعة وودروف (بالإنجليزية: Woodruff County)‏ هي إحدى مقاطعات ولاية أركنساس في الولايات المتحدة الأمريكية.

## المناخ
يظهر الجدول التالي التغييرات المناخية على مدار السنة لمقاطعة وودروف:
| البيانات المناخية لـمقاطعة وودروف | البيانات المناخية لـمقاطعة وودروف | البيانات المناخية لـمقاطعة وودروف | البيانات المناخية لـمقاطعة وودروف | البيانات المناخية لـمقاطعة وودروف | البيانات المناخية لـمقاطعة وودروف | البيانات المناخية لـمقاطعة وودروف | البيانات المناخية لـمقاطعة وودروف | البيانات المناخية لـمقاطعة وودروف | البيانات المناخية لـمقاطعة وودروف | البيانات المناخية لـمقاطعة وودروف | البيانات المناخية لـمقاطعة وودروف | البيانات المناخية لـمقاطعة وودروف | البيانات المناخية لـمقاطعة وودروف |
| الشهر                             | يناير                             | فبراير                            | مارس                              | أبريل                             | مايو                              | يونيو                             | يوليو                             | أغسطس                             | سبتمبر                            | أكتوبر                            | نوفمبر                            | ديسمبر                            | المعدل السنوي                     |
| --------------------------------- | --------------------------------- | --------------------------------- | --------------------------------- | --------------------------------- | --------------------------------- | --------------------------------- | --------------------------------- | --------------------------------- | --------------------------------- | --------------------------------- | --------------------------------- | --------------------------------- | --------------------------------- |
| الدرجة القصوى °ف (°م)             | 87 (31)                           | 85 (29)                           | 90 (32)                           | 97 (36)                           | 99 (37)                           | 109 (43)                          | 112 (44)                          | 112 (44)                          | 109 (43)                          | 98 (37)                           | 87 (31)                           | 81 (27)                           | 112 (44)                          |
| متوسط درجة الحرارة الكبرى °ف (°م) | 49 (9)                            | 54 (12)                           | 63 (17)                           | 73 (23)                           | 81 (27)                           | 89 (32)                           | 93 (34)                           | 92 (33)                           | 85 (29)                           | 74 (23)                           | 62 (17)                           | 51 (11)                           | 72 (22)                           |
| متوسط درجة الحرارة الصغرى °ف (°م) | 27 (−3)                           | 31 (−1)                           | 39 (4)                            | 48 (9)                            | 58 (14)                           | 67 (19)                           | 70 (21)                           | 69 (21)                           | 60 (16)                           | 48 (9)                            | 39 (4)                            | 30 (−1)                           | 49 (9)                            |
| أدنى درجة حرارة °ف (°م)           | −11 (−24)                         | −10 (−23)                         | 9 (−13)                           | 24 (−4)                           | 36 (2)                            | 44 (7)                            | 52 (11)                           | 48 (9)                            | 34 (1)                            | 24 (−4)                           | 11 (−12)                          | −4 (−20)                          | −11 (−24)                         |
| الهطول إنش (مم)                   | 3.6 (91)                          | 3.8 (97)                          | 4.8 (120)                         | 5.0 (130)                         | 5.5 (140)                         | 2.9 (74)                          | 3.7 (94)                          | 2.7 (69)                          | 3.4 (86)                          | 4.7 (120)                         | 5.2 (130)                         | 5.0 (130)                         | 50.3 (1٬281)                      |
| متوسط تساقط الثلوج إنش (سم)       | 0.8 (2.0)                         | 1.0 (2.5)                         | 0.1 (0.25)                        | 0 (0)                             | 0 (0)                             | 0 (0)                             | 0 (0)                             | 0 (0)                             | 0 (0)                             | 0 (0)                             | 0 (0)                             | 0.1 (0.25)                        | 2.0 (5.1)                         |
| المصدر #1: The Weather Channel    |                                   |                                   |                                   |                                   |                                   |                                   |                                   |                                   |                                   |                                   |                                   |                                   |                                   |
| المصدر #2: Weather Database       |                                   |                                   |                                   |                                   |                                   |                                   |                                   |                                   |                                   |                                   |                                   |                                   |                                   |